# دفتر اسکاتلند
دفتر اسکاتلند (گیلی اسکاتلندی: Oifis Rùnaire na Stàite airson Alba)
وزارت امور اسکاتلند (به اسکاتلندی: Oifis Rùnaire na Stàite airson Alba)، با نام رسمی (Office of the Secretary of State for Scotland) که بیشتر به عنوان دفتر اسکاتلند نامیده می‌شود، یک وزارت‌خانه در دولت بریتانیا است که به ریاست وزیر امور اسکاتلند و مسئول امور اسکاتلند در دولت بریتانیااست. نقش این پست با نقش وزارت دادگستری بریتانیا در دولت بریتانیا ترکیب شده‌است.